# Sant Gili de Móra
Sant Gili de Móra és una antiga església romànica gairebé del tot desapareguda del terme antic de Benavent de Tremp, i de l'actual d'Isona i Conca Dellà.
Se'n conserven poques restes, però hom pot veure-hi les arrencades de les parets, que permeten d'endevinar el traçat dels murs i la seva adscripció a l'època de vigència del romànic.
D'una sola nau, es tracta d'una obra molt senzilla del romànic rural primitiu. L'aparell és molt rústec, amb carreus poc treballats a les cantoneres i pedres poc treballades a la resta. No hi ha traces, ara per ara, de l'absis ni cap detall ornamental. De tota manera, els fragments de mur més conservats no arriben al metre d'alçada.
Era una capella on se celebraven aplecs i romiatges, tant des de Benavent de la Conca com des de Biscarri.
La seva antiguitat està prou documentada: el 1079 apareix a les afrontacions de Biscarri: ...a meridie in terminis de castrum Benavente vel in quallum Sancti Egidii... (Sant Egidi és la forma llatina de sant Gil).